# John Bodkin Adams
John Bodkin Adams (Randalstown, Irlanda do Norte, 21 de janeiro de 1899 — Eastbourne, Inglaterra, 4 de julho de 1983) foi um médico e assassino em série britânico, suspeito da morte de 163 pacientes.
Adams matava suas vítimas com superdosagem de drogas, logo após elas modificarem seus testamentos em seu benefício. Os assassinatos passaram despercebidos durante muito tempo, porque as vítimas eram em sua maioria anciãos e as mortes eram consideradas consequência da avançada idade.

## Livros

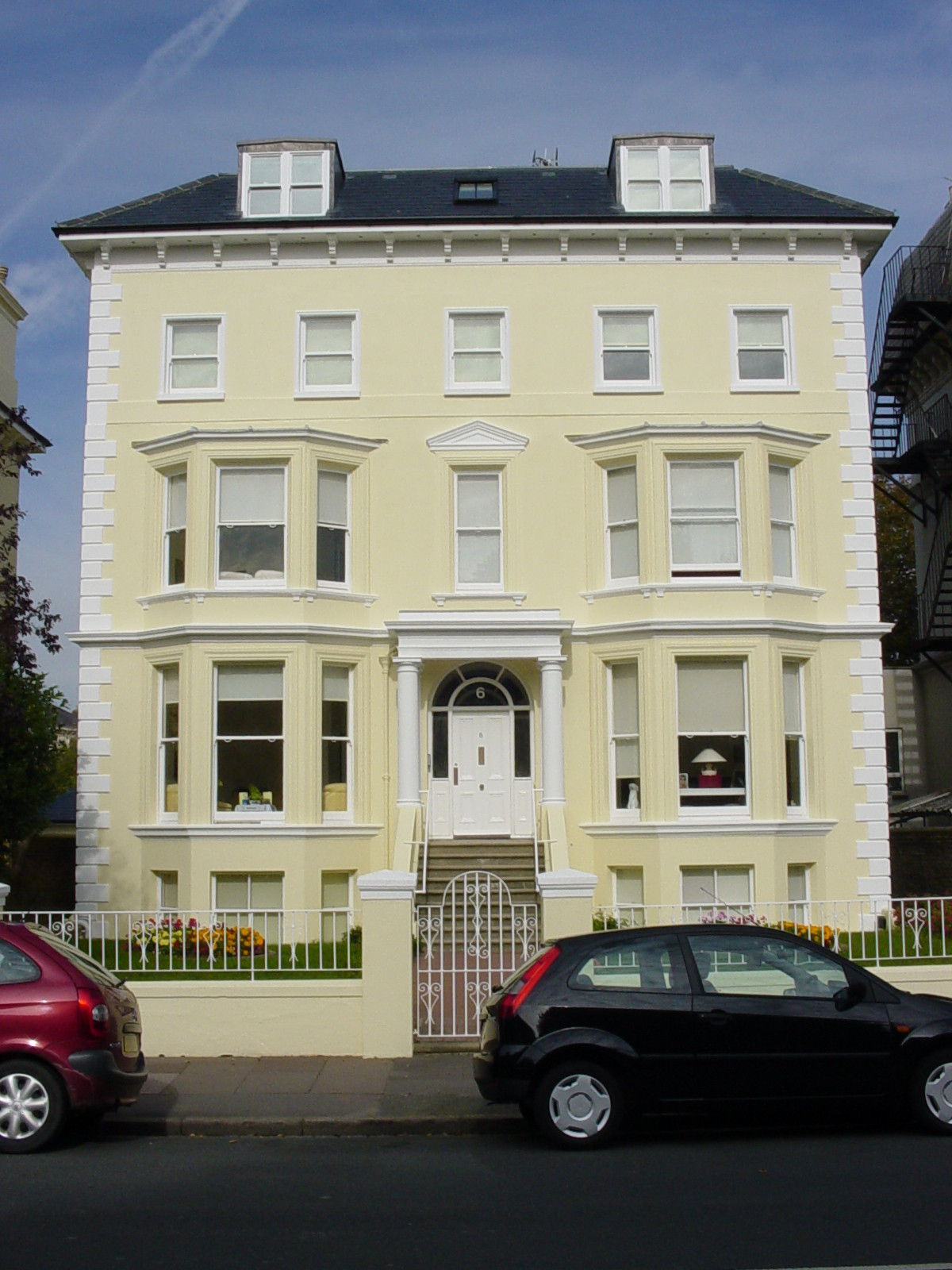
Kent Lodge, onde Adams viveu de 1929 a 1983.

- Sybille Bedford, The Best We Can Do
- Marshall Cavendish, Murder Casebook 40 Eastbourne's Doctor Death, 1990
- Pamela V. Cullen, "A Stranger in Blood: The Case Files on Dr John Bodkin Adams", London, Elliott & Thompson, 2006, ISBN 1-904027-19-9
- Patrick Devlin, Easing the passing: The trial of Doctor John Bodkin Adams, London, The Bodley Head, 1985
- Percy Hoskins, Two men were acquitted: The trial and acquittal of Doctor John Bodkin Adams
- Rodney Hallworth, Mark Williams, Where there's a will… The sensational life of Dr John Bodkin Adams, 1983, Capstan Press, Jersey ISBN 0946797005
- J.H.H. Gaute and Robin Odell, The New Murderer's Who's Who, 1996, Harrap Books, London
- John Surtees, The Strange Case of Dr. Bodkin Adams: The Life and Murder Trial of Eastbourne's Infamous Doctor and the Views of Those Who Knew Him, 2000